# Wiązowna (gemeente)
De gemeente Wiązowna is een landgemeente in het Poolse woiwodschap Mazovië, in powiat Otwocki.
De zetel van de gemeente is in Wiązowna.
Op 30 juni 2004 telde de gemeente 9650 inwoners.

## Oppervlakte gegevens
In 2002 bedroeg de totale oppervlakte van gemeente Wiązowna 102,12 km², waarvan:
- agrarisch gebied: 57%
- bossen: 30%

De gemeente beslaat 16,6% van de totale oppervlakte van de powiat.

## Demografie
Stand op 30 juni 2004:
| Omschrijving                   | Totaal | Totaal | Vrouwen | Vrouwen | Mannen | Mannen |
| ------------------------------ | ------ | ------ | ------- | ------- | ------ | ------ |
| eenheid                        | aantal | %      | aantal  | %       | aantal | %      |
| inwoners                       | 9650   | 100    | 4947    | 51,3    | 4703   | 48,7   |
| bevolkingsdichtheid (inw./km²) | 94,5   | 94,5   | 48,4    | 48,4    | 46,1   | 46,1   |

In 2002 bedroeg het gemiddelde inkomen per inwoner 1685,13 zł.

## Sołectwa en osiedla
Bolesławów, Boryszew, Czarnówka, Duchnów, Dziechciniec, Emów, Glinianka (sołectwa: Glinianka en Glinianka II), Góraszka, Izabela, Kąck, Kopki, Kruszówiec, Lipowo, Majdan, Malcanów, Michałówek, Pęclin, Poręby, Radiówek, Rzakta, Stefanówka, Wiązowna, Wiązowna Kościelna, Wola Ducka, Wola Karczewska, Zakręt, Żanęcin, Osiedle Parkowe.

## Overige plaatsen
Gródek, Janówek, Mądralin, Rudka, Zagórze.

## Aangrenzende gemeenten
Celestynów, Dębe Wielkie, Halinów, Józefów, Kołbiel, Mińsk Mazowiecki, Otwock, Sulejówek, m.st. Warszawa, Karczew